# سسک بیشه هیوم
سسک بیشه هیوم (نام علمی: Horornis brunnescens) نام یک گونه از سرده سسک‌های بیشه نمادین است.